# Josh McErlean
Josh McErlean (ur. 16 lipca 1999 roku w Kilrea) – irlandzki kierowca rajdowy. Od sezonu 2025 startujący w Rajdowych mistrzostwach świata dla zespołu M-Sport World Rally Team.

## Starty w rajdachWRC
| Sezon | Zespół           | Samochód         | 1 | 2  | 3  | 4  | 5 | 6  | 7  | 8 | 9 | 10       | 11    | 12              | 13      | 14               | 15 | 16 | Punkty | Miejsce |
| ----- | ---------------- | ---------------- | - | -- | -- | -- | - | -- | -- | - | - | -------- | ----- | --------------- | ------- | ---------------- | -- | -- | ------ | ------- |
| 2025  | M-Sport Ford WRT | Ford Puma Rally1 | 7 | 46 | 10 | NU | 8 | 34 | 12 | 9 | 7 | Paragwaj | Chile | Unia Europejska | Japonia | Arabia Saudyjska |    |    | 20     | 11.     |